# Österreichischer Fußball-Cup 2003/04
Der Österreichische Fußballpokal wurde in der Saison 2003/04 zum 70. Mal ausgespielt. Zum vierten Mal konnte der GAK den Bewerb für sich entscheiden. Erstmals trat dabei die Salzburger Brauerei Stiegl als Sponsor auf.

## Erste Runde
| Datum         |                           | Ergebnis                         |                       |
| ------------- | ------------------------- | -------------------------------- | --------------------- |
| 26. August    | ASK Kottingbrunn          | 2:0 (2:0)                        | ASKÖ Klingenbach      |
|               | FC Blau-Weiss Linz        | 4:0 (3:0)                        | BSV Juniors           |
|               | SV Donau                  | 1:0 (1:0)                        | SV Markt St. Martin   |
|               | FC Gratkorn               | 1:3 (1:1)                        | FC Lustenau 07        |
|               | FC Hard                   | 1:3 (1:3)                        | ASK Voitsberg         |
|               | FC Mistelbach             | 0:1 (0:0)                        | Linzer ASK            |
|               | FC Puch                   | 2:4 (1:3)                        | SV Kapfenberger       |
|               | FC Waidhofen/Ybbs         | 4:0 (3:0)                        | SC Untersiebenbrunn   |
|               | FC Stadlau                | 2:9 (1:5)                        | Sturm Graz            |
|               | FPA SV Fortuna 05         | 0:2 (0:1)                        | SW Bregenz            |
|               | Grazer AK (A)             | 1:3 (1:1)                        | Admira Wacker Mödling |
|               | Kremser SC                | 4:0 (1:0)                        | SPG Reichenau         |
|               | SC Rheindorf Altach       | 1:3 (0:2)                        | TSV Hartberg          |
|               | SC Schwanenstadt          | 5:0 (3:0)                        | SV Langenrohr         |
|               | SK Treibach/Althofen      | 0:1 n. V. (0:0, 0:0)             | Austria Lustenau      |
|               | SKN St. Pölten            | 3:1 (1:1)                        | FC Kufstein           |
|               | SV Gmunden                | 2:1 n. V. (1:1, 0:0)             | SV Wörgl              |
|               | SVG Bleiburg              | 0:0 n. V. (0:0, 0:0) (4:3 i. E.) | DSV Leoben            |
|               | TUS FC Arnfels            | 2:1 (1:1)                        | SV Schwechat          |
|               | Union Pettenbach          | 0:3 (0:2)                        | FC Wacker Tirol       |
|               | Union St. Florian         | 1:2 (0:1)                        | SV Ried               |
| 27. August    | Admira Wacker Mödling (A) | 0:3 (0:2)                        | Rapid Wien            |
|               | SV Spittal/Drau           | 0:1 (0:1)                        | SV Mattersburg        |
| 23. September | PSV/SW Salzburg           | 0:4 (0:2)                        | SV Pasching           |

## Zweite Runde
| Datum         |                    | Ergebnis                         |                       |
| ------------- | ------------------ | -------------------------------- | --------------------- |
| 23. September | SV Donau           | 0:3 (0:0)                        | Sturm Graz            |
|               | SVG Bleiburg       | 0:4 (0:1)                        | SV Ried               |
|               | ASK Kottingbrunn   | 1:3 (0:2)                        | SV Mattersburg        |
|               | ASK Voitsberg      | 0:3 (0:1)                        | SC Untersiebenbrunn   |
|               | FC Blau-Weiss Linz | 2:2 n. V. (2:2, 0:0) (0:3 i. E.) | Admira Wacker Mödling |
|               | SC Schwanenstadt   | 2:4 n. V. (2:2, 1:0)             | FC Wacker Tirol       |
|               | SV Gmunden         | 0:6 (0:2)                        | SW Bregenz            |
|               | TSV Hartberg       | 1:0 (0:0)                        | SV Kapfenberg         |
|               | TUS FC Arnfels     | 3:1 (2:0)                        | Austria Lustenau      |
| 24. September | Kremser SC         | 2:3 (1:2)                        | Rapid Wien            |
| 30. September | Linzer ASK         | 0:2 (0:1)                        | FC Lustenau 07        |
| 12. November  | SKN St. Pölten     | 0:2 (0:1)                        | SV Pasching           |

## Achtelfinale
| Datum     |                       | Ergebnis                         |                     |
| --------- | --------------------- | -------------------------------- | ------------------- |
| 23. März  | FC Lustenau 07        | 1:1 n. V. (0:0, 0:0) (1:3 i. E.) | SW Bregenz          |
|           | Sturm Graz            | 2:0 (0:0)                        | SV Pasching         |
|           | SV Ried               | 3:1 (3:1)                        | SC Untersiebenbrunn |
|           | FC Wacker Tirol       | 1:2 (1:2)                        | Grazer AK           |
|           | Admira Wacker Mödling | 0:2 (0:1)                        | SV Mattersburg      |
| 24. März  | TSV Hartberg          | 0:2 (0:1)                        | FK Austria Wien     |
| 10. April | TUS FC Arnfels        | 0:1 (0:0)                        | Rapid Wien          |
|           | FC Kärnten            | 4:0 (2:0)                        | SV Salzburg         |

## Viertelfinale
| Datum          |                | Ergebnis                         |                 |
| -------------- | -------------- | -------------------------------- | --------------- |
| 10. April      | Sturm Graz     | 4:0 (1:0)                        | SW Bregenz      |
|                | SV Mattersburg | 0:0 n. V. (0:0, 0:0) (1:4 i. E.) | FK Austria Wien |
| 20. April 2004 | SV Ried        | 2:2 n. V. (1:1, 0:1) (3:1 i. E.) | FC Kärnten      |
| 21. April 2004 | Rapid Wien     | 1:3 (1:2)                        | Grazer AK       |

## Semifinale
| Datum  |            | Ergebnis                         |                 |
| ------ | ---------- | -------------------------------- | --------------- |
| 4. Mai | Grazer AK  | 3:2 (0:1)                        | SV Ried         |
| 5. Mai | Sturm Graz | 1:1 n. V. (1:1, 0:1) (4:5 i. E.) | FK Austria Wien |

## Finale
Das Finale des ÖFB-Pokals wurde am 23. Mai 2004 vor 7900 Zuschauern im Stadion Wals-Siezenheim ausgetragen. Die Grazer Athletiker gewannen nach dramatischen 120 Minuten Spielzeit (Nach 90 Minuten 2:2, nach 120 Minuten 3:3) gegen die Wiener Austria im Elfmeterschießen mit 5:4.
| Paarung         | Grazer AK – FK Austria Wien |
| Ergebnis        | 3:3 (2:2, 1:1); 5:4 i. E. |
| Datum           | 23. Mai |
| Tore            | 0:1 Radoslav Gilewicz (28.), 1:1 Mario Bazina (45.), 1:2 Sean Dundee (64.), 2:2 Roland Kollmann (86.), 2:3 Radoslav Gilewicz (99.), 3:3 Renè Aufhauser (106.) Elfmeterschießen: 1:0 Samir Muratovic trifft, 1:1 Frank Verlaat trifft, 2:1 Joachim Standfest trifft, 2:2 Thomas Flögel trifft, 3:2 Emanuel Pogatetz trifft, 3:3 Radoslav Gilewicz trifft, 4:3 Roland Kollmann trifft, 4:4 Vladimir Janocko trifft, 5:4 Nikola Milinković trifft, 5:4 Franz Almer kann den Elfmeter von Sean Dundee parieren |
| Grazer AK       | Franz Almer, Mario Tokić, Emanuel Pogatetz, Mario Majstorović (73. Ilčo Naumoski), Joachim Standfest, Samir Muratović, Martin Amerhauser, Libor Sionko (117. Nikola Milinković), René Aufhauser, Mario Bazina (90. Dieter Ramusch), Roland Kollmann Cheftrainer: Walter Schachner |
| FK Austria Wien | Szabolcs Sáfár, Fernando Troyansky (87. Éric Akoto), Ernst Dospel, Frank Verlaat, Didier Dheedene, Thomas Flögel, Vladimír Janočko, Jocelyn Blanchard (15. Thorstein Helstad), Richard Kitzbichler, Radoslav Gilewicz, Sigurd Rushfeldt (33. Sean Dundee) Cheftrainer: Günter Kronsteiner |